# Philippe vande Walle
Philippe "Nic" vande Walle, conocido mayoritariamente como Philippe vande Walle (n. Gozée, Bélgica, 22 de diciembre de 1961), es un exfutbolista belga que se desempeñó como portero en diversos clubes de Bélgica. Es considerado un ídolo en el Club Brujas, club donde jugó en 2 ciclos distintos.

## Clubes
| Club            | País    | Año         |
| --------------- | ------- | ----------- |
| Charleroi       | Bélgica | 1979 - 1980 |
| Club Brujas     | Bélgica | 1980 - 1990 |
| Germinal Ekeren | Bélgica | 1990 - 1997 |
| Lierse          | Bélgica | 1997        |
| Aalst           | Bélgica | 1998 - 1999 |
| Club Brujas     | Bélgica | 1999        |

## Selección nacional
Vande Walle fue miembro de la selección de fútbol de Bélgica, entre los años 1996 y 1999, jugando 4 años en el seleccionado belga, con el cual jugó 8 partidos internacionales por dicho seleccionado. Incluso participó con su selección en una sola Copa Mundial y fue la de Francia 1998, donde su selección quedó eliminado en la primera fase, terminando tercera en su grupo.

## Participaciones en Copas del Mundo
| Mundial                        | Sede    | Resultado    |
| ------------------------------ | ------- | ------------ |
| Copa Mundial de Fútbol de 1998 | Francia | Primera fase |